# Аламеда-де-ла-Сагра
Аламеда-де-ла-Сагра (ісп. Alameda de la Sagra) — муніципалітет в Іспанії, у складі автономної спільноти Кастилія-Ла-Манча, у провінції Толедо. Населення — 3405 осіб (2010).
Муніципалітет розташований на відстані близько 45 км на південь від Мадрида, 26 км на північний схід від Толедо.

## Демографія
Динаміка населення (INE ):

## Галерея зображень

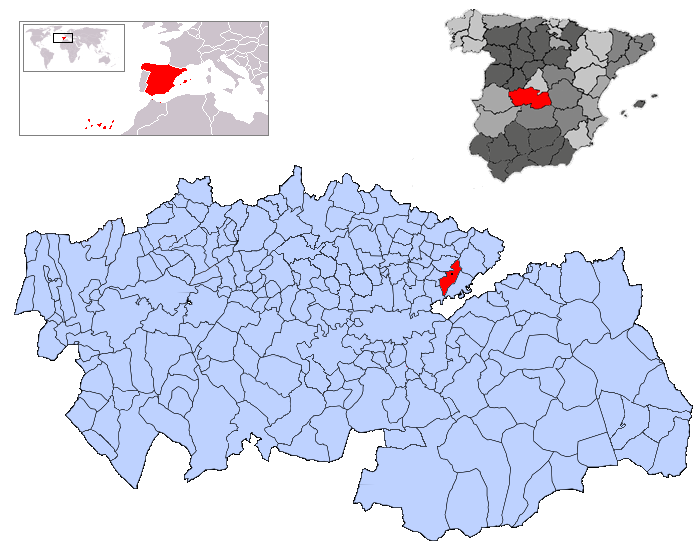
Розташування муніципалітету у провінції Толедо